# إنديانابوليس 500 سنة 1986
سباق إنديانا بوليس -500 ميل 1986 أقيم في حلبة إنديانابوليس موتور سبيدواي في 31 مايو 1986 وفاز في السباق بوبي رهال من فريق ترو سبورت بمتوسط سرعة 170.722 ميل/س (274.750 كم/س).
وكان أول المنطلقين ريك ميرز بسرعة 216.828 ميل/س (348.951 كم/س).